# Patata del bufet
La patata del bufet és una producció tradicional de patata cultivada a Catalunya. Existeix en dues formes que semblen correspondre a dues varietats diferents de la planta: una de blanca (bufet blanca), que és la més important en volum de producció, i una de violeta (bufet negra o bufet vermella). La primera podria derivar d'una varietat francesa creada durant el segle xix a la Bretanya, mentre que la segona hauria nascut a partir d'una mutació de la primera conservada pels agricultors locals.
La patata del bufet és una varietat tardana amb temporada curta de comercialització al tenir una producció limitada. La zona de producció comprèn les comarques d'Osona, la Garrotxa, el Ripollès, la Cerdanya, l'Urgell i el Solsonès La producció, relativament limitada, és venuda dins de la mateixa zona de producció, especialment durant la celebració del Mercat de la patata del bufet d'Orís, el qual té lloc anualment des del 1994 durant el mes d'octubre al municipi d'Orís (Osona).
La patata del bufet ha estat classificada pels presidii i l'Arc del Tast del moviment slow food.

## Propietats organolèptiques
La patata del bufet es caracteritza per tenir la pell fina, una carn cremosa i rica amb sabors. La patata del bufet blanca presenta una polpa de color blanc intens. I la varietat vermella té la pell de color vermell granat i una polpa groguenca.
Es sol utilitzar per realitzar purés, sopes i cremes tot aprofitant la carn cremosa. Però també es cuina bullida per menjar-la amb altres verdures o bé amanida.

## Característiques agronòmiques
És una planta anual, herbàcia i tuberosa que no supera els 90 cm d'alçada i poc vigorosa. Les fulles són de forma pinnada amb 7 folíols de color verd clar i disposades en espiral al voltant de les tiges. Tenen diversos ulls enfonsats. La flor és blanca i de la varietat morada és lila. És un producte de temporada que s'acaba al novembre.

## Història
La patata del bufet és una selecció realitzada per Eugène Chanoine l'any 1856 a l'Institut Beauvais (França) a la Bretanya. Va iniciar la seva comercialització l'any 1884 amb l'empresa Vilmorin. Tingué un gran èxit a tot França i més tard va arribar a Catalunya. Es creu que el nom català «bufet» seria una adaptació fonètica del francès Beauvais. Es tenen referències del seu cultiu a Catalunya del 1926.